# Siphona variata
Siphona variata là một loài ruồi trong họ Tachinidae.